# Hönningen

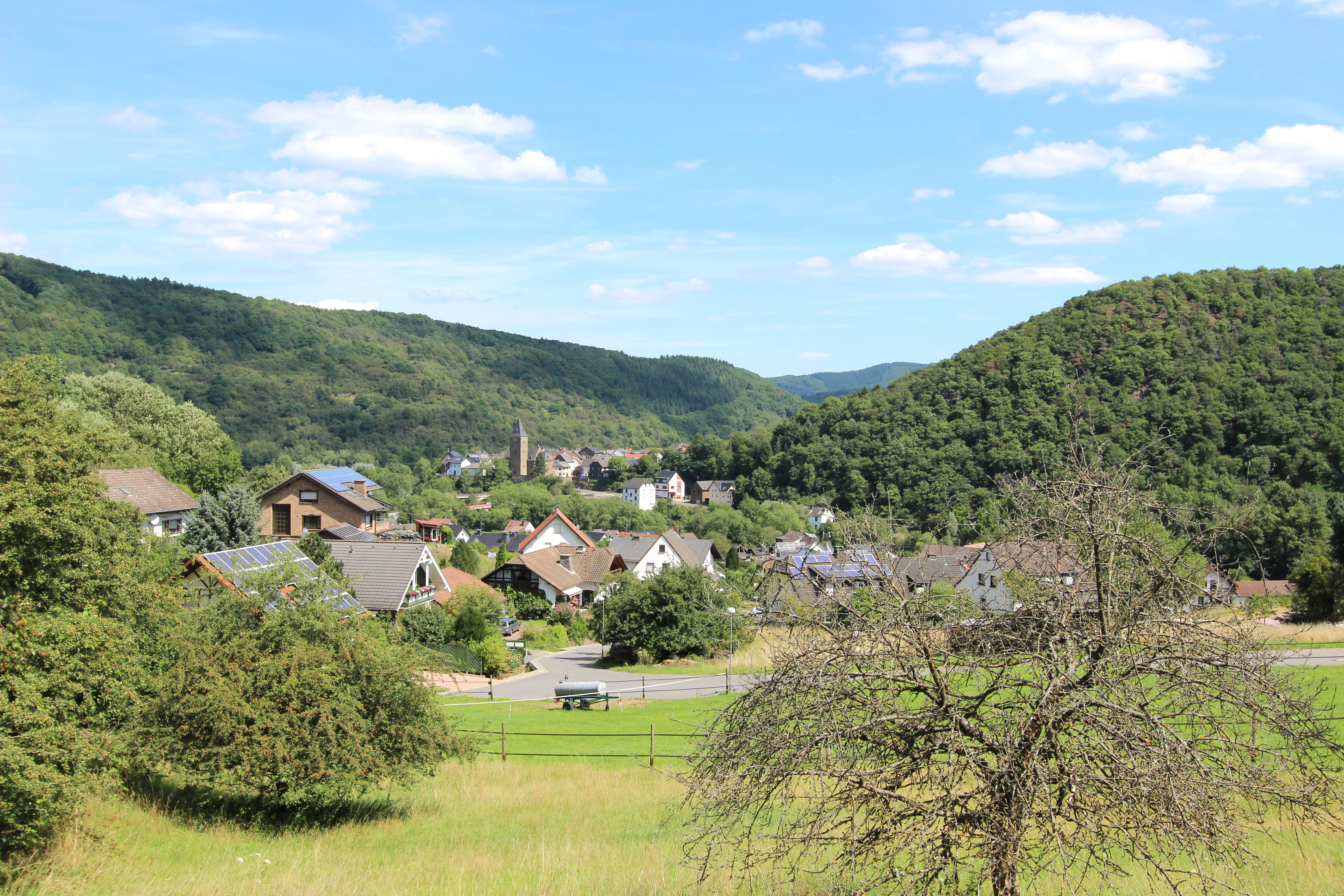
Hönningen

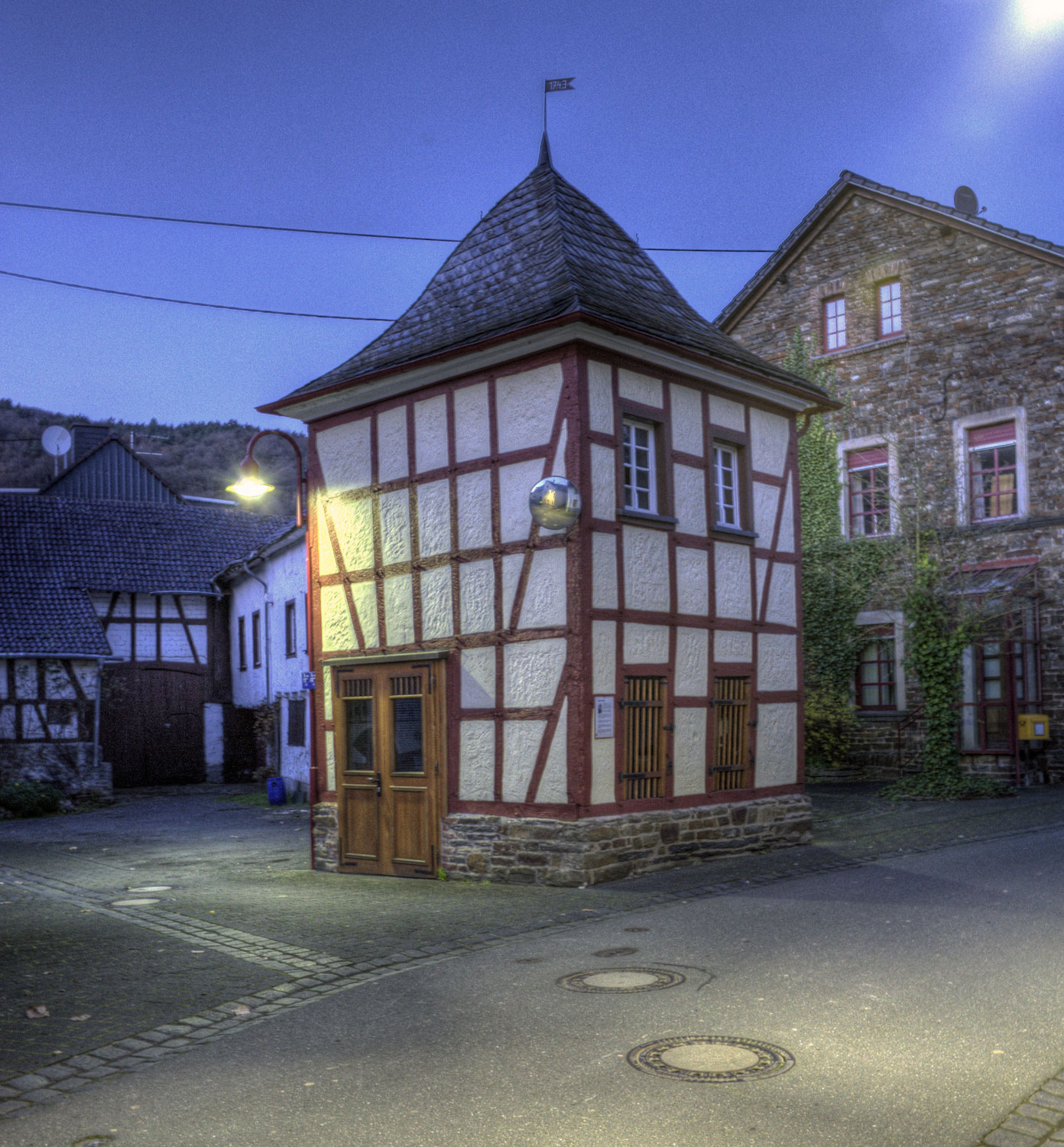
Brunnenhaus

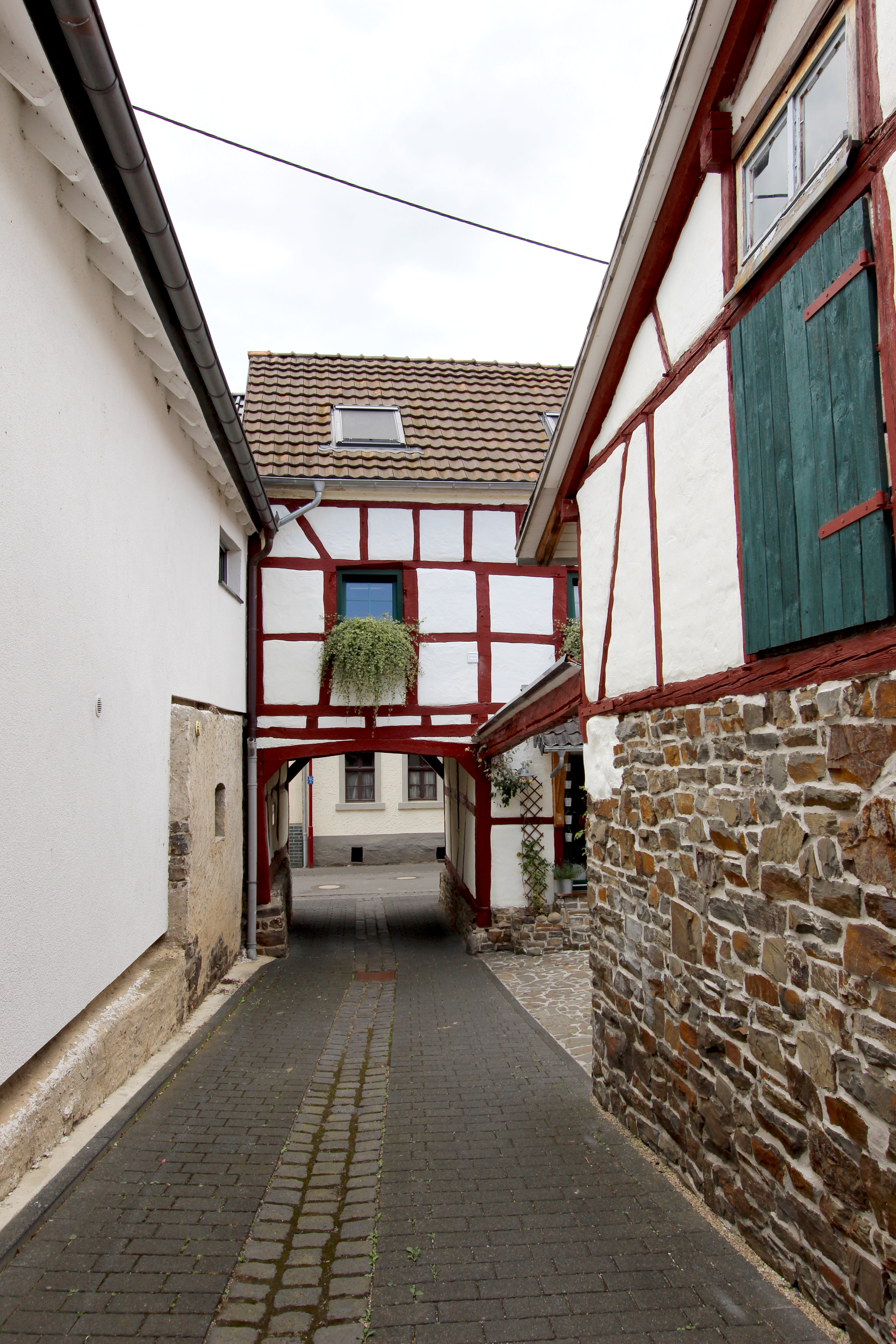
Kleine Gasse im Dorfkern

Hönningen ist eine Ortsgemeinde im Landkreis Ahrweiler in Rheinland-Pfalz. Sie gehört der Verbandsgemeinde Altenahr an.

## Geographie
Die Gemeinde liegt im Ahrtal, in einer nach Nordwesten verlaufenden Flussschleife der Ahr.
Hönningen liegt etwa sieben Kilometer südwestlich von Altenahr und 23 km südwestlich von Bad Neuenahr-Ahrweiler sowie zwölf Kilometer von Adenau und dem Nürburgring. Hönningen ist über die B 257 Bonn–Bitburg oder mit Busanbindung vom Haltepunkt Ahrbrück an der Unteren Ahrtalbahn zu erreichen.
Zu Hönningen gehören der Ortsteil Liers und der Wohnplatz Liersbachtal.

## Geschichte

### Hönningen
Der Name Hönningen weist auf eine fränkische Siedlung hin. Es wurde früher Hunighofen genannt. Schon seit der Mitte des 7. Jahrhunderts ist die Metzer Abtei St. Arnulf in Hönningen begütert. Das mundartliche „Hünge“ hat hier seinen Ursprung.
Im Jahre 1084 tritt die Abtei St. Arnulf ihren Besitz in Hönningen an das Stift St. Kunibert in Köln ab. Aus diesem Grunde ist auch der hl. Kunibert der Kirchenpatron der Pfarrei Hönningen. Der Liber valoris nennt Hönningen 1316 als Pfarrei Hönningen. Die Rechte in Hönningen gehen 1494 an die Johanniter-Kommende in Adenau, die bereits seit 1291 in Hönningen begütert waren.
Über 300 Jahre gehörte Hönningen mit seinen Filialen Dümpelfeld, Niederadenau und Liers dem Johanniterorden. Der Erweiterungsbau der Kirche wurde 1896 eingeweiht. Auf dem Schlussstein der Kirche befindet sich neben dem Johanniterkreuz das Wappen derer von Orsbeck, die als Herren von der Wensburg auch Grundherren von Hönningen waren. Herrschaftlich gehörte Hönningen bis 1246 zur Grafschaft Are; seit dieser Zeit zum kurkölnischen Amt Altenahr, in dem es eine eigene Vogtei war. 1816 kam Hönningen zur Bürgermeisterei Brück im Kreis Adenau. Im Jahr 1932 kam Hönningen mit der Bürgermeisterei Brück zum Kreis Ahrweiler und 1935 bei der Zusammenlegung der früheren Bürgermeistereien Altenahr und Brück zum preußischen Amt Altenahr.
Aus Hönningen stammt das später weitverzweigte Adelsgeschlecht Hoyningen-Huene, erstmals urkundlich erwähnt 1176 mit Erenbold de Hoingen.

### Liers
Der 1265 erstmals erwähnte Ort besaß schon vor der Kapelle ein Bethaus, deren Glocke 1633 gegossen wurde. 1668 wurde die heutige Kapelle dem Hl. Bartholomäus geweiht. Es ist ein kleiner, schlichter einschiffiger Saalbau aus Bruchstein, 10,70 m lang und 4,60 m breit. Der Altar aus der zweiten Hälfte des 17. Jahrhunderts hat in der Nische eine Holzskulptur der Muttergottes, zu beiden Seiten Holzskulpturen des Hl. Bartolomäus und des Hl. Dionysius. Im Innern befindet sich ein um 1600 entstandenes Vesperbild, ein Holzreliquiar und ein vergoldeter Kelch, beide aus dem 18. Jahrhundert.
Die beiden Glocken wurden 1633 und 1786 gegossen. 1743 waren Reliquien des hl. Bartolomäus vorhanden, die an seinem Feste verehrt wurden, wo dann ein kleines Opfer einging. Die Kapelle war im Besitz eines kleinen Stiftungskapitals: 1743 = 142 Taler, 1835 = 291 Taler und 1900 = 730 Mark. Aus Mitteln der Kapelle konnten 1684 und 1934 Renovierungen vorgenommen werden, denen 1865 eine Ausmalung durch die Gebrüder Georg aus Prüm folgte. 1830 waren 17 Stiftungen vorhanden, darunter die hl. Messe für Pfarrer Michael Simonis (1720–1760).

### Zusammenschluss
Am 1. März 1972 schlossen sich die Gemeinden Hönningen (741 Einwohner) und Liers (196 Einwohner) zur Ortsgemeinde Hönningen zusammen.

### Bevölkerungsentwicklung
Die Entwicklung der Einwohnerzahl von Hönningen bezogen auf das heutige Gemeindegebiet; die Werte von 1871 bis 1987 beruhen auf Volkszählungen:
| Jahr | Einwohner |
| ---- | --------- |
| 1815 | 557       |
| 1835 | 695       |
| 1871 | 649       |
| 1905 | 681       |
| 1939 | 784       |
| 1950 | 847       |
| 1961 | 837       |

| Jahr | Einwohner |
| ---- | --------- |
| 1970 | 902       |
| 1987 | 899       |
| 1997 | 955       |
| 2005 | 1.085     |
| 2017 | 1.038     |
| 2022 | 1.040     |

## Politik

### Bürgermeister
Jürgen Schwarzmann (CDU) wurde im August 2019 Ortsbürgermeister von Hönningen. Bei der Direktwahl am 26. Mai 2019 war er mit einem Stimmenanteil von 85,00 % für fünf Jahre gewählt worden. Er wurde im Juni 2024 wiedergewählt.
Schwarzmanns Vorgänger Hans-Josef Weber (CDU) war nach 30 Jahren im Amt nicht erneut angetreten.

### Wappen
| Wappen von Hönningen | Blasonierung: „Von Silber vor Rot, durch Wellenschnitt gespalten, vorn ein durchgehendes schwarzes Kreuz, hinten ein silbernes Johanniterkreuz.“ |
| Wappen von Hönningen | Wappenbegründung: Während der Feudalzeit, also um 1800, bildete Hönningen die gleichnamige Vogtei im kurkölnischen Amt Altenahr. Landesherr war somit der Kurfürst von Köln. Dessen Wappen zeigte ein durchgehendes schwarzes Kreuz in Silber. Bereits seit 1494 gehörten der Hof und das Dorf Hoynghen an der Ahr zusammen mit der Pfarrkirche der Johanniterkommende in Adenau. Diese hatten bereits 200 Jahre früher, also 1290 und 1291 in dem damaligen ‚Hunighawen‘ oder ‚Hunighofen‘ genannten Ort Eigentum erworben. Als Hinweis auf die Verbindung und die Bedeutung, die die Johanniter in Hönningen hatten, steht im zweiten Feld des Gemeindewappens das Johanniterkreuz. Der Wellenschnitt symbolisiert den Ahr-Fluss, der Hönningen und seiner Gemarkung das landschaftliche Gepräge gibt. Seit dem 18. Juli 1983 führt die Ortsgemeinde Hünningen das oben abgebildete Wappen. |

## Kultur und Sehenswürdigkeiten

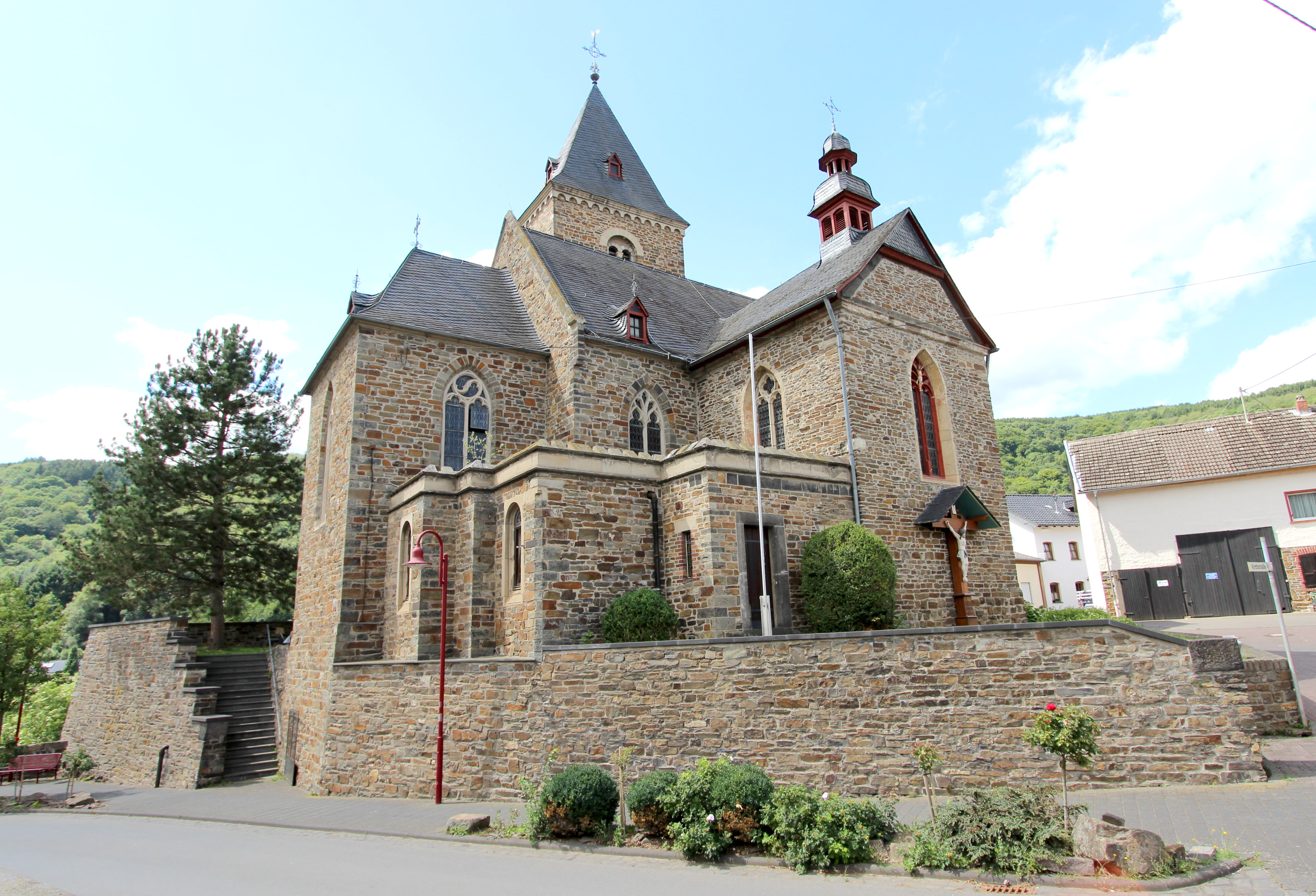
St. Kunibert

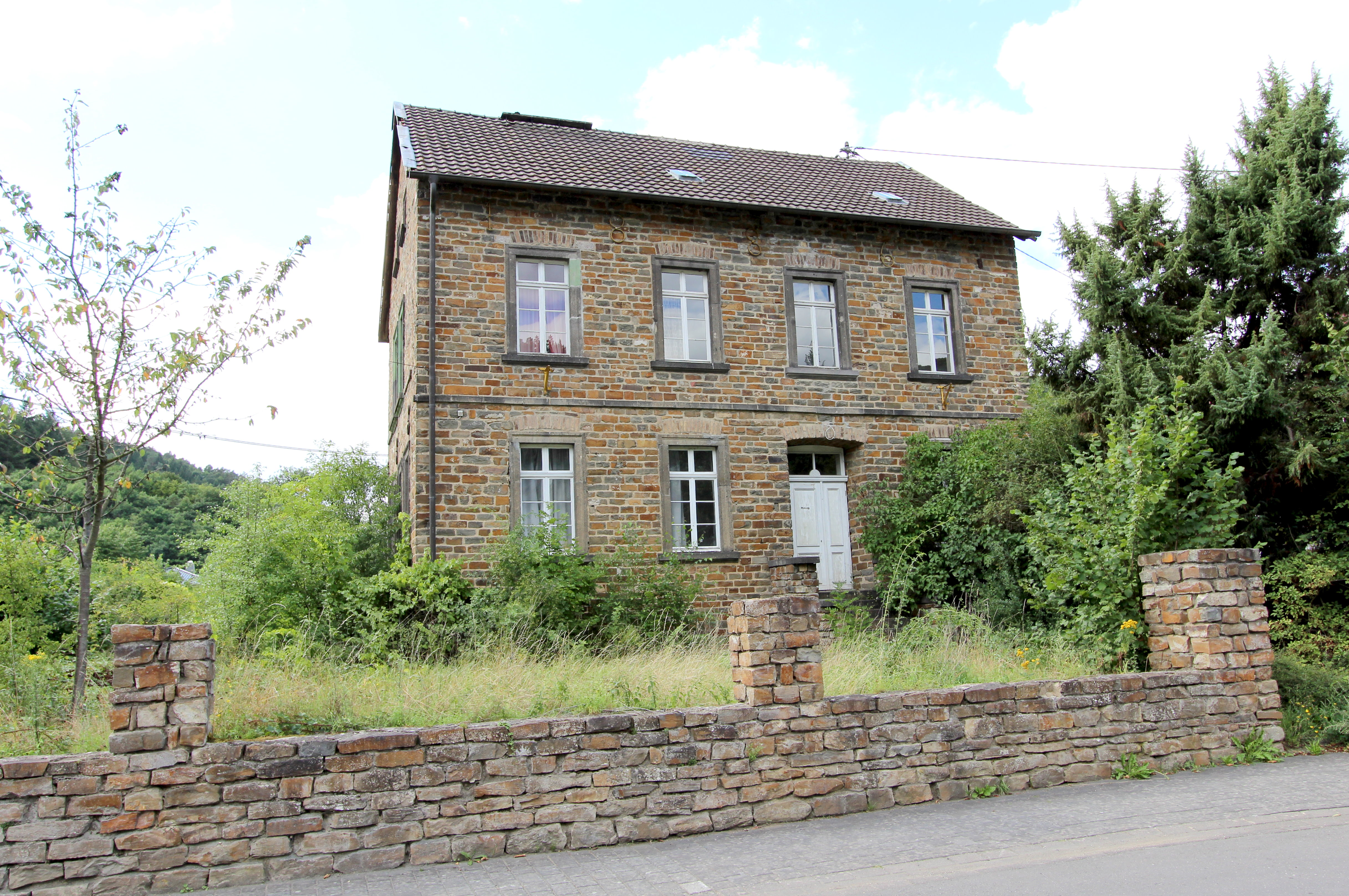
Ehemalige Schule in Liers

### Bauwerke
- Katholische Pfarrkirche St. Kunibert aus der ersten Hälfte des 13. Jahrhunderts
- Hubertuskapelle von 1610
- Mehrere Fachwerkhäuser aus dem 17. und 18. Jahrhundert
- Katholische Kapelle St. Bartholomäus, ein Saalbau von 1635
- Ehemalige Schule, ein Bruchsteinbau aus dem Jahr 1886

### Grünflächen und Naherholung
- Wanderstrecken in und um Hönningen[9][10]
- Radwanderweg entlang der Ahr
- Naturschutzgebiet An der Teufelsley

Siehe auch: Liste der Kulturdenkmäler in Hönningen

## Wirtschaft und Infrastruktur
Ein gemeindeeigener Kindergarten mit zwei Gruppen ist vorhanden.
Die Bundesstraße 257 von Bonn nach Bitburg führt durch die Gemeinde.
Der Bahnhof Hönningen (Ahr) lag an der Ahrtalbahn, die inzwischen nur noch bis Ahrbrück führt.

## Söhne und Töchter der Gemeinde
- Carl Erich Alken (1909–1986), erster deutscher Lehrstuhlinhaber für Urologie
- Johann Hubert Hoffmann (1889–1960), Landwirt, Landwirtschaftslehrer, Mitglied des Deutschen Bundestages
- Hubert Huppertz (1923–1992), deutscher Leichtathlet und Hochschullehrer